# Teodorico I di Münster
Teodorico I, chiamato anche Thiedrich, (... – 23 gennaio 1022) fu il dodicesimo vescovo di Münster dal 1011 alla sua morte.

## Biografia
Era il figlio del conte Bruno di Arneburg e Gerburga di Stade, figlia del conte Enrico I di Stade. La sua data di nascita non è nota. È un parente della stirpe dei Billunghi.
Prima della sua nomina a vescovo di Münster, Teodorico era al servizio della cappella di corte. È noto del nel corso del suo mandato perseguì una politica di acquisizione simoniaca, entrando così in conflitto con lo zio e con i conti di Werl-Arnsberg.